# Синагога Пясковер в Белостоке
Синагога Пясковер в Белостоке — это, вначале, старая синагога, а после — возведённая на том же месте новая, находившиеся в Белостоке на ул. Пенькна, 3 (пол. Piękna). Это была главная синагога центрального района города. Происхождение Пясковер — от названия  оседле (польская разновидность района в городе), именуемого Пяски.
Старая синагога была построена в 1820 году из дерева. Храм был разобран в 1890 году, а в 1893 году на её месте была построена новая одноимённая кирпичная синагога. Новая синагога была прямоугольной формы, молельный зал — квадратный. Все, что осталось от оригинального дизайна интерьера это две чугунные колонны, поддерживавшие галерею и синагогальный ковчег, в настоящее время находящиеся за стойкой регистрации. Оригинальная форма здания, потолки и оконные проёмы сохранились. Крыша полностью перестроена.
В здании функционировала религиозная школа «Талмуд-Тора». Во время Второй мировой войны синагогу разграбили нацисты. После войны в здании синагоги был расположен кагал еврейской общины, а с 1948 года — белостокское отделение Социально-культурной ассоциации евреев в Польше. После ремонта в 1968 году в здании действовали бюро по выпуску ценных бумаг и дом культуры. В 1989 году здание сильно пострадало от пожара. Здание отремонтировала фирма «Версаль Подляски», разместив в нём свои офисы. В настоящее время в здании бывшей синагоги действует Белостокская ассоциация эсперантистов Заменгофа. В 2004 году на стене была помещена мемориальная доска, указывающая о бывшем назначении здания.
Синагога Пясковер является одним из пунктов в маршруте пешего туризма, который открылся в июне 2008 года, в рамках увековечивания еврейского наследия в Белостоке. Маршрут, под названием «Маршрут еврейского наследия в Белостоке», был разработан группой аспирантов и студентов Белостокского университета — волонтёров фонда университета Белостока.